# Parafia św. Stanisława w Stowięcinie
Parafia świętego Stanisława w Stowięcinie – parafia rzymskokatolicka, znajdująca się w diecezji pelplińskiej, w dekanacie Główczyce.